# Czobor Imre (főispán, 1883–1959)
Nemespanni Czobor Imre Ambrus József (eredetileg Czibulya; Verebély, 1883. február 5. – Eger, 1959. június 27.) kerületi kormánybiztos, Komárom és Esztergom vármegyék főispánja 1920-tól az újabb vármegyerendezésig, intézeti igazgató.

## Családja és származása
Apja nemespanni Czobor Gyula (1853–1908) prímási uradalmi intéző, anyja alsóeőri Farkas Anna (1859-1897). Testvére volt Kálmán János József. Az apai nagyszülei Czibulya János (1816–1893) Gyerk község jegyzője, majd Ipolyságon, Pápán, majd Esztergomban adópénztárnok, és Benkovics Anna (1815–1859). Az apai nagybátyjai Czibulya László alispán, Czibulya Gyula uradalmi felügyelő, és Czibulya Vilmos plébános voltak; nagynénjei Szlamka Istvánné Czobor Mária, Rubinek Andrásné Czobor Hermina és Keleti Antalné Czobor (Czibulya) Izabella voltak. 1899. október 10-én Ferenc József magyar királytól Czibulya László Hont vármegye alispánja, Czibulya Gyula esztergomi hercegprímási uradalmi felügyelő és leszármazottaik valamint Czibulya Vilmos vámosladányi római katolikus plébános nevük "Czobor"-ra változtatása mellett "nemespanni" előnévvel magyar nemességet kaptak. Anyai nagyszülei alsóeőri Farkas József (1816–1910), hercegprímási jószágfelügyelő, és Vargha Rozália (1822–1906) voltak. Anyai nagybátyjai alsóeőri Farkas Ferenc (1852–1916), hercegprímási uradalmi gazdasági intéző, gazdasági szakíró, hercegprímási uradalmi nagybérlő, valamint alsóeőri Farkas Géza (1870–1944), országgyűlési képviselő, felsőházi tag, Drégelypalánk község képviselő-testületének tagja, hercegprímási uradalom intéző voltak. Elsőfokú unokatestvére gróf Khuen-Héderváry Sándorné alsóeőri Farkas Anna (1892–†?) volt. Anyai ági alsóeőri Farkas ősei azok a határőrök közül valók, akiket még I. Károly magyar király telepített le Borostyánkő és Németújvár között és akiket 1327-ben a királyi nemes szolgák sorába emelt.

## Élete
A budapesti egyetem jogi karán tanult, majd a jogtudományok doktora lett. Közigazgatási pályafutását Hont vármegyében kezdte. 1905-ben, amikor Czobor László főispán volt, közigazgatási gyakornok volt a vármegyénél. 1919 novemberében tiszteletbeli főszolgabíró volt, amikor Hont, Heves és Nógrád vármegyék kerületi kormánybiztosává nevezték ki. Ezt november 20-án hirdettek ki. 1920. június 6-áig volt kormánybiztos, majd hivatalosan október 16-i beiktatásától Komárom és Esztergom vármegyék, valamint Komárom város főispánja lett. 1923. február 9-én felmentették hivatalából, majd visszavonult a közszerepléstől.
1931-1944 között a Magyar Kivándorlókat és Visszavándorlókat Védő Iroda igazgatója volt. 1945-ben örökbefogadási szerződést kötött Schimanek Tádé Antal orvossal.
Felesége Bajzáth Ilona Etel Mária, akivel 1920. december 7-én Egerben kötött házasságot. Lánya Czobor Erzsébet (1922-1996) színésznő.